# Clathria oxitoxa
Clathria oxitoxa är en svampdjursart som beskrevs av Claude Lévi 1963. Clathria oxitoxa ingår i släktet Clathria och familjen Microcionidae. Inga underarter finns listade i Catalogue of Life.